# Eau de vache
L'eau de vache est un condensat, obtenu durant la concentration du lait de vache, pour la production de poudre de lait. C'est donc un sous-produit de l'industrie laitière.          
Durant la concentration, le lait traverse une batterie d'évaporateurs. À chaque effet d'évaporation, la vapeur de chauffe se condense par échange thermique avec le lait. Le condensat qui résulte du transfert thermique est appelé eau de vache.        

## Constitution
L'eau de vache contient essentiellement de l'eau avec des molécules organiques (odeur de "vache" caractéristique). Ces dernières impactent la DCO.

## Utilités fréquentes
L'eau de vache peut être récupérée pour :                  
- alimenter les bâches alimentaires des chaudières, en eaux à faible conductivité, mais avec un risque de primage dû à la matière organique
- faire l'appoint d'eau des tours de refroidissement, mais avec un risque de développement bactériens (légionelle) dû aux matières organiques présentes[1]
- pour les installations de NEP (nettoyage en place)
- le surplus doit être refroidi avant d'être rejeté au ruisseau[2], ou traité dans une station de traitement d'eau

Aujourd'hui, compte tenu du risque de légionelle, l'usage des eaux de vache en tour de refroidissement n'a plus lieu. L'industriel doit remplacer l'appoint par de l'eau de ville ou de eau de forage.  Ceci implique un surcoût lié au prix de l'eau et au coût de traitement des eaux de vaches en station.                   
Pour pouvoir réutiliser les eaux de vache, il faut en éliminer la DCO. Pour ce faire, il est possible d'utiliser un osmoseur ou un stérilisateur.                  